# 유척기

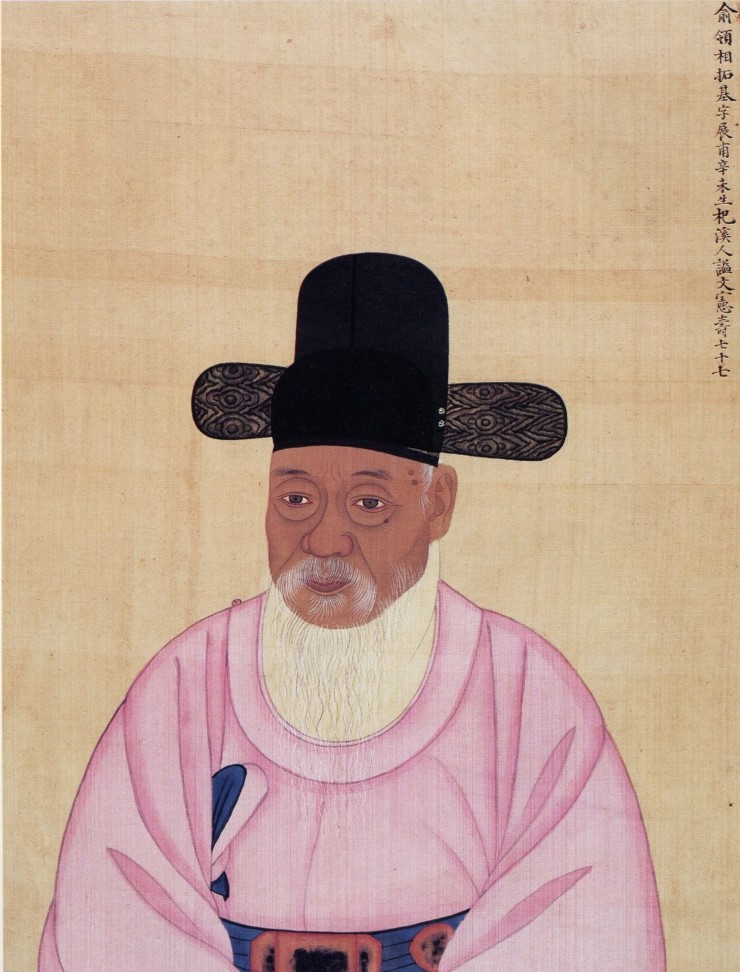
유척기

유척기(兪拓基, 1691년 ~ 1767년)는 조선 후기의 문신, 정치인이다. 자는 전보(展甫), 호는 지수재(知守齋), 시호는 문익(文翼), 본관은 기계이다.
당색은 노론이었으나 사도세자의 보호에 앞장서 소론의 이종성과도 손을 잡았다. 유언호의 5촌 종숙이다.

## 생애
1721년 사신으로 청나라에 다녀온 후 신임사화가 일어나자 경상남도 동래로 유배되었다. 1725년 노론이 권력을 잡자 풀려나와 양주목사·함경도관찰사·강화유수·부제학·도승지·한성부좌윤·동지의금부사·황해도관찰사·대사간·대사헌을 거쳐 경상도관찰사를 한 뒤에 호조판서·우의정이 되었다. 이때 신임사화로 죽은 김창집과 이이명의 복관을 건의했다가 뜻을 이루지 못하자 스스로 벼슬에서 물러났다. 그 후 1758년 영의정이 되었으나 곧 그만두었다.
그는 당론으로 사도세자의 제거를 세운 노론의 당론에 반대하여, 사도세자의 보호에 앞장섰으며 소론의 이종성과 만나 초당적으로 협력하였다. 그는 숙의 문씨가 임신, 출산하자 왕궁에 머무르며 사태 추이를 지켜보았다. 숙의 문씨가 자녀를 낳았을 때 축하인사 한마디 없었다는 이유로 영조에게 조회에서 심한 질책을 당하기도 했다.
1728년(영조 5) 이인좌의 난 진압 직후 분무원종공신 1등(奮武原從功臣一等)에 책록되었다.
그는 당대의 명필이었으며 저서로 <지수재집>이 있다.

## 가계
- 증조부 : 유성증(兪省曾)
  - 조부 : 유철(兪㯙)
    - 아버지 : 유명악(兪命岳)
    - 어머니 : 이두악의 딸
      - 부인 : 평산 신씨
        - 장남 : 유언흠(兪彦欽)
        - 차남 : 유언현(兪彦鉉)
        - 며느리 : 청송 심씨 - 이조판서 심택현(沈宅賢)의 딸
        - 삼남 : 유언진(兪彦鉁)
        - 사남 : 유언수(兪彦銖)
          - 손녀 : 기계 유씨
          - 손녀사위 : 청송 심씨 심풍지(沈豊之, 예조판서) - 이조판서 심택현(沈宅賢)의 손자

## 같이 보기
- 노론
- 소론
- 신임환국
- 사도세자
- 탕평책
- 이종성